# Ozias Thurston Linley

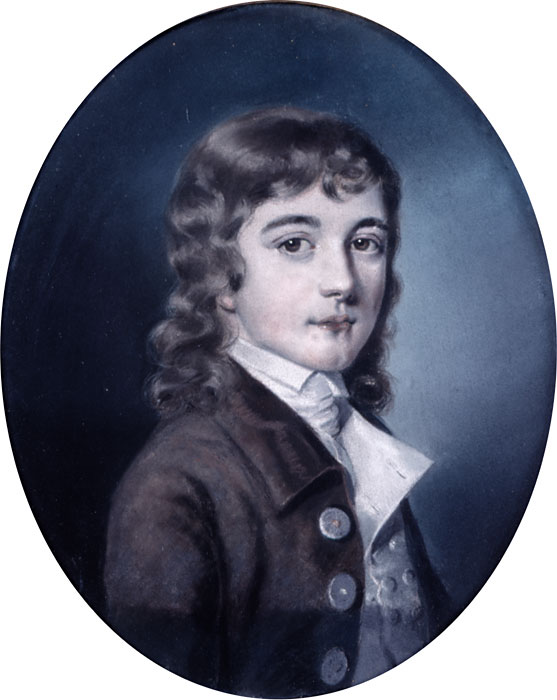
Ozias cuando era pequeño (atribuido a Thomas Lawrence)

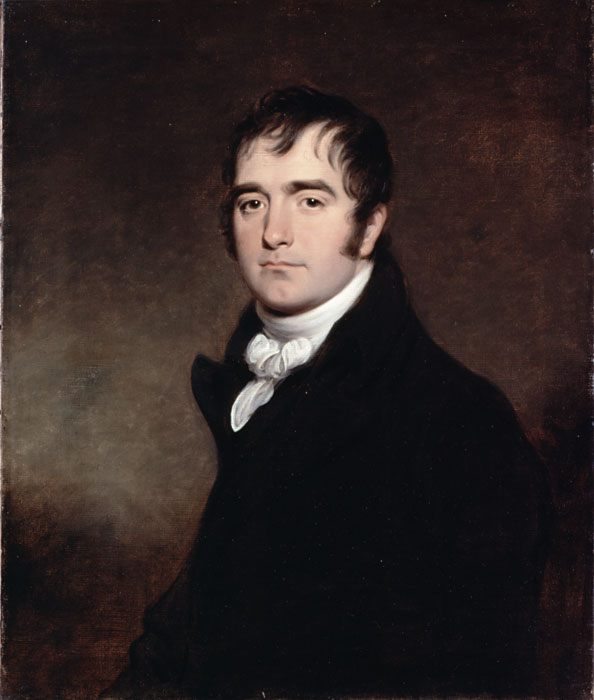
Ozias como adulto vestido como un canon, por Archer James Oliver. Probablemente hecho en 1810

Ozias Thurston Linley (1765-1831) fue un compositor inglés, fue a la vez uno de los siete hermanos músicos nacidos del compositor Thomas Linley  y su esposa Mary Johnson.
Se graduó en el Corpus Christi College de Oxford en 1789, convirtiéndose en canónigo menor de la catedral de Norwich al año siguiente y en miembro menor y organista del Dulwich College desde 1816. Destacó por su excentricidad y su ''lenguaje fuerte''.
En 1816 se convirtió en miembro junior y organista del Dulwich College, donde pasó el resto de su vida.